# 小寺電子製作所
小寺電子製作所（こでらでんしせいさくしょ）株式会社は、岐阜県岐阜市に本社を置く日本の機械メーカー。
全自動圧着機（全自動両端圧着機）を製造する有数メーカーの一つ。

## 沿革
- 1973年（昭和48年） 愛知県一宮市馬貝塚にて創業
- 1983年（昭和58年） 法人化
- 1984年（昭和59年） 全自動電線切断皮剥装置の商品化
- 1985年（昭和60年） 小寺電子販売株式会社設立
- 1988年（昭和63年） 全自動片端圧着機販売開始
- 1989年（平成元年） 現在地に移転
- 1994年（平成6年） 全自動両端圧着機販売開始
- 2007年（平成19年） 中国（上海）に上海小寺電子貿易有限公司設立
- 2025年（令和7年） サノヤスホールディングスがMCP6投資事業有限責任組合から小寺電子製作所とKEホールディングスの株式を取得し、KEホールディングスが小寺電子製作所を吸収合併する予定。同時にKEホールディングスの商号を小寺電子製作所（2代）に変更する予定[1][2]